# Olympische Jugend-Winterspiele 2020/Teilnehmer (Ecuador)
| Gelbes Symbol für Goldmedaillen mit stilisierten Olympischen Ringen | Graues Symbol für Silbermedaillen mit stilisierten Olympischen Ringen | Braundes Symbol für Bronzemedaillen mit stilisierten Olympischen Ringen |
| ------------------------------------------------------------------- | --------------------------------------------------------------------- | ----------------------------------------------------------------------- |
| —                                                                   | —                                                                     | —                                                                       |

Ecuador nahm an den Olympischen Jugend-Winterspielen 2020 in Lausanne mit einer Athletin im Ski Alpin teil. Es war die erste Teilnahme des Landes an Olympischen Jugend-Winterspielen.

## Teilnehmer nach Sportarten

### Ski Alpin
| Athleten      | Wettbewerbe  | 1. Lauf     | 1. Lauf | 2. Lauf | 2. Lauf | Gesamt | Gesamt |
| Athleten      | Wettbewerbe  | Zeit        | Rang    | Zeit    | Rang    | Zeit   | Rang   |
| ------------- | ------------ | ----------- | ------- | ------- | ------- | ------ | ------ |
| Mädchen       |              |             |         |         |         |        |        |
| Sarah Escobar | Riesenslalom | 1:21,77 min | 49      | DNF     | DNF     | DNF    | DNF    |
| Sarah Escobar | Slalom       | DNS         | DNS     | DNS     | DNS     | DNS    | DNS    |
| Sarah Escobar | Super-G      | DNS         | DNS     | DNS     | DNS     | DNS    | DNS    |
| Sarah Escobar | Kombination  | DNS         | DNS     | DNS     | DNS     | DNS    | DNS    |